# Borzytuchom (gmina)
Pour la localité, voir Borzytuchom.
Borzytuchom est une gmina rurale du powiat de Bytów, Poméranie, dans le nord de la Pologne. Son siège est le village de Borzytuchom, qui se situe environ 12 km au nord-ouest de Bytów et 85 km à l'ouest de la capitale régionale Gdańsk.
La gmina couvre une superficie de 108,57 km2 pour une population de 2 791 habitants.

## Géographie
La gmina inclut les villages de Borzytuchom, Chotkowo, Dąbrówka, Jutrzenka, Kamieńc, Kamienica, Krosnowo, Niedarzyno, Osieki, Ryczyn et Struszewo.
La gmina borde les gminy de Bytów, Czarna Dąbrówka, Dębnica Kaszubska, Kołczygłowy et Tuchomie.